# Limnocythere ornata
Limnocythere ornata is een mosselkreeftjessoort uit de familie van de Limnocytheridae. De wetenschappelijke naam van de soort is voor het eerst geldig gepubliceerd in 1933 door Furtos.